# ميرتشا إيلي
ميرتشا إيلي (بالرومانية: Mircea Ilie)‏ هو لاعب كرة قدم روماني في مركز الهجوم، ولد في 5 مارس 1977 في بوخارست في رومانيا. لعب مع دينامو بوخارست وسي إس باندوري تارغو جيو ونادي أوتسيلول غالاتسي ونادي بياترا نيامتس ويو تي أي أراد ويونيفرسيتاتيا كرايوفا.

## وصلات خارجية
- ميرتشا إيلي على موقع قاعدة بيانات كرة القدم.إي يو (الإنجليزية)
- ميرتشا إيلي على موقع Soccerway.com (الإنجليزية)